# Bob Gaudio
Robert John "Bob" Gaudio (17 de noviembre de 1942) es un cantante, compositor, músico y productor discográfico estadounidense, teclista y corista de The Four Seasons. Gaudio escribió o coescribió y produjo la mayor parte de la música del grupo, incluyendo éxitos como "Sherry" y "December, 1963 (Oh, What a Night)". Aunque ya no actúa con el grupo, Gaudio y el vocalista Frankie Valli siguen siendo copropietarios de la marca Four Seasons.

## Biografía

### Carrera temprana
Nacido en El Bronx, Nueva York, Gaudio se crio en Bergenfield, Nueva Jersey, donde asistió a la Bergenfield High School. Su madre trabajaba en la editorial Prentice Hall y su padre en una fábrica de papel. Mostró interés por la música y estudió piano con Sal Mosca.
Creció en un entorno de clase media más confortable que el de los otros miembros de las Cuatro Estaciones, lo que provocó algunas tensiones y diferencias desde el principio. Era una persona cerebral, interesada en la lectura y el aprendizaje. No se metía en líos y tenía unos modales suaves, que resultaron útiles durante las negociaciones a lo largo de su carrera.
Saltó a la fama musical a los 15 años como miembro de The Royal Teens, para quienes coescribió el éxito "Short Shorts". En 1958, mientras él y el grupo promocionaban el sencillo, conocieron a Frankie Valli y su grupo The Four Lovers mientras se preparaban para actuar en un programa de televisión local. Cansado de las giras, Gaudio dejó los Royal Teens poco después, y el grupo se disolvió posteriormente.
Un año después de dejar las giras, Gaudio se unió a los Four Lovers. Aunque el éxito comercial fue esquivo, el grupo se mantuvo ocupado con trabajos de sesión (con Bob Crewe como productor), y una serie de actuaciones en clubes nocturnos y salones.

### The Four Seasons
En 1960, tras una audición fallida en una bolera de Union Township, llamada "4 Seasons", el compositor y pianista Gaudio se dio la mano con el cantante principal Valli y formó la sociedad Four Seasons, y Gaudio, Valli, Tommy DeVito y Nick Massi se convirtieron en The Four Seasons.
Gaudio escribió el primer éxito número 1 de los Seasons, "Sherry", 15 minutos antes de un ensayo del grupo en 1962. Con el productor Bob Crewe ayudando a menudo con las letras, Gaudio escribió una serie de éxitos posteriores para los Seasons, incluyendo "Big Girls Don't Cry", "Walk Like a Man", "Dawn (Go Away)", "Ronnie", "Rag Doll", "Save It for Me", "Big Man in Town", "Bye Bye Baby", "Girl Come Running", "Beggin'", y "Can't Take My Eyes Off You" (el primer gran éxito bajo el nombre de Valli como solista). Las composiciones de Crewe/Gaudio también se convirtieron en grandes éxitos para otros artistas, como The Tremeloes ("Silence Is Golden", originalmente la cara B de "Rag Doll" de los Four Seasons), The Osmonds ("The Proud One", originalmente grabada como single de Valli en solitario) y The Walker Brothers ("The Sun Ain't Gonna Shine Anymore", otro sencillo de Valli).
Tras la publicación del álbum Sgt. Pepper's Lonely Hearts Club Band de The Beatles en junio de 1967, Gaudio vio que el mercado de la música pop estaba cambiando y trató de situar a los Four Seasons en la tendencia de la música con conciencia social. Una noche fue al The Bitter End de Greenwich Village y vio actuar a Jake Holmes. Gaudio quedó prendado de la canción de Holmes, "Genuine Imitation Life", y decidió basar un álbum de los Four Seasons en ella. Con Holmes como nuevo letrista, el álbum The Genuine Imitation Life Gazette se publicó en enero de 1969. El álbum fue un fracaso comercial y simbolizó el fin del primer período de éxito de los Four Seasons. La apreciación de The Genuine Imitation Life Gazette ha crecido a lo largo de los años, y fue reeditado en CD (sin la portada del periódico) en la década de 1990 por Rhino Records en Estados Unidos y Ace en el Reino Unido. Gaudio y Holmes también escribieron y produjeron el álbum Watertown de Frank Sinatra en 1969.
En 1975 Gaudio escribió "Who Loves You" y "December 1963 (Oh, What a Night)" con su futura esposa Judy Parker. Las canciones se convirtieron en grandes éxitos para un grupo reconstituido de los Four Seasons (solo quedaba Valli de la formación original; Gaudio dejó de hacer giras con ellos en 1971 para concentrarse en escribir y producir).
Gaudio, Tommy DeVito, Frankie Valli y Nick Massi -los miembros originales de The Four Seasons- fueron incluidos en el Salón de la Fama del Rock and Roll en 1990 y en el Salón de la Fama de los Grupos Vocales en 1999.

### Otra actividad
Además de su trabajo para los Seasons y Sinatra, escribió y/o produjo para Michael Jackson, Barry Manilow, Diana Ross, Eric Carmen, Nancy Sinatra, Peabo Bryson y Roberta Flack. En particular, produjo seis álbumes completos para Neil Diamond, y los álbumes de la banda sonora de las películas de Diamond The Jazz Singer y Little Shop of Horrors. Gaudio también produjo el éxito "You Don't Bring Me Flowers" para Barbra Streisand y Neil Diamond, un dúo que alcanzó la cima de las listas de Billboard en 1978, por el que recibió una nominación a los premios Grammy.
En los años 90, Gaudio se trasladó a Nashville y produjo grabaciones para el artista country canadiense George Fox, entre otros. Atrajo a Neil Diamond a Nashville para grabar el álbum Tennessee Moon. En los últimos años, Gaudio se ha centrado en el teatro musical, escribiendo la música de la producción del West End theatre de 2001 de Peggy Sue Got Married.
Gaudio contribuyó a montar Jersey Boys, una obra musical basada en la vida de The Four Seasons, que se representó en La Jolla Playhouse hasta el 2 de enero de 2005, y que se estrenó en Broadway el 6 de noviembre de 2005, con críticas mayoritariamente positivas. En 2006, la obra ganó cuatro premios Tony, incluido el de mejor musical. En 2007, ganó un Grammy en la categoría de mejor álbum de teatro musical.
Gaudio fue incluido en el Salón de la Fama de los Compositores en 1995.
El 3 de febrero de 2009, Gaudio recibió su diploma de bachillerato, 50 años después de abandonar la escuela secundaria de Bergenfield.
El 12 de mayo de 2012, Gaudio recibió la Medalla de Honor de Ellis Island por su compromiso con muchas causas humanitarias.
El 20 de junio de 2014, Warner Bros estrenó la versión cinematográfica de Jersey Boys, dirigida por Clint Eastwood y en la que Gaudio fue interpretado por Erich Bergen. En Jersey Boys, se atribuye a un Joe Pesci entonces adolescente el mérito de haber presentado a Gaudio a Tommy DeVito.
El 1 de julio de 2014, Rhino Entertainment publicó Audio with a G, la primera compilación de la música compuesta por Bob Gaudio interpretada por The Four Seasons, Frank Sinatra, Diana Ross, The Temptations, Cher, Roberta Flack, Nina Simone, Jerry Butler, Chuck Jackson y otros.